# Oscar Wilson
Oscar Wilson (* 17. Januar 1910 in Vallendar; † 9. Dezember 1987 in Bonn) war ein deutscher Verwaltungsjurist und Politiker.

## Leben
Als Sohn eines Tongrubenbesitzers geboren, ging Wilson auf die Gymnasien in Koblenz, Kiel und Kolberg. Er studierte Rechts- und Staatswissenschaften in Marburg und Greifswald. Während seines Studiums wurde er 1928 Mitglied der Freien Burschenschaft Sigambria Marburg, die 1930 in der Burschenschaft Hercynia Marburg und 1950 in der Marburger Burschenschaft Rheinfranken aufging. Letzterer gehörte er bis zu seinem Tode an. Wilson leitete als Student in Marburg das studentische Wohnungsamt und war Mitglied des Verwaltungsrates des Studentenwerks und 1933 Leiter des Amts für Staatsbürgerliche Bildung.
Nach seinem Examen 1939 wurde er Richter am Amtsgericht Bad Polzin und arbeitete später als Staatsanwalt. Er nahm am Zweiten Weltkrieg teil, geriet in Kriegsgefangenschaft und wurde interniert.
Nach seiner Entlassung wurde er Justitiar der Apothekerkammer Schleswig-Holstein und trat 1952 in das Ministerium für Wirtschaft und Verkehr des Landes Schleswig-Holstein ein. 1953 war er als Bevollmächtigter des Landes Schleswig-Holstein beim Bund tätig. 1968 wurde er Ministerialdirigent und trat 1975 in den Ruhestand.

## Ehrungen
- Verwundetenabzeichen in Schwarz
- Infanterie-Sturmabzeichen
- Ostmedaille
- Eisernes Kreuz I und II
- 1970: Bundesverdienstkreuz 1. Klasse
- 1974: Großes Bundesverdienstkreuz